# Sant Nasari de las Avelhanas
Sant Nasari de las Avelhanas (en francès Saint-Nazaire-de-Ladarez) és un municipi occità del Llenguadoc, situat al departament de l'Erau i a la regió d'Occitània.

## Demografia

Població 1962-2008